# Neznělá glotální frikativa
Neznělá glotální frikativa je souhláska, která se vyskytuje v některých jazycích. V mezinárodní fonetické abecedě se označuje symbolem h, číselné označení IPA je 146, ekvivalentním symbolem v SAMPA je h.

## Charakteristika
- Způsob artikulace: třená souhláska (frikativa). Vytváří se pomocí úžiny (konstrikce), která se staví do proudu vzduchu, čímž vzniká šum – od toho též označení úžinová souhláska (konstriktiva).
- Místo artikulace: hlasivková souhláska (glotála). Úžina se vytváří v hlasivkách.
- Znělost: neznělá souhláska – při artikulaci jsou hlasivky v klidu. Znělým protějškem je ɦ.
- Ústní souhláska – vzduch prochází při artikulaci ústní dutinou.
- Středová souhláska – vzduch proudí převážně přes střed jazyka spíše než přes jeho boky.
- Pulmonická egresivní hláska – vzduch je při artikulaci vytlačován z plic.

## V češtině
V češtině se vyskytuje znělé /ɦ/, zaznamenávané písmenem H, h. (Znělostní pár v češtině tvoří s neznělým velárním /ch/ [x], ačkoliv se každá hláska tvoří na jiném místě.)

## V jiných jazycích
V jazycích používajících latinku se často zaznamenává písmenem H, h. Neznělé /h/ se vyskytuje v různých jazycích mnohem častěji než české znělé /ɦ/.

### Germánské jazyky
Vyskytuje se ve většině germánských jazyků, zpravidla však pouze v počáteční pozici slovních základů.